# Wyższa Szkoła Przedsiębiorczości i Administracji w Lublinie

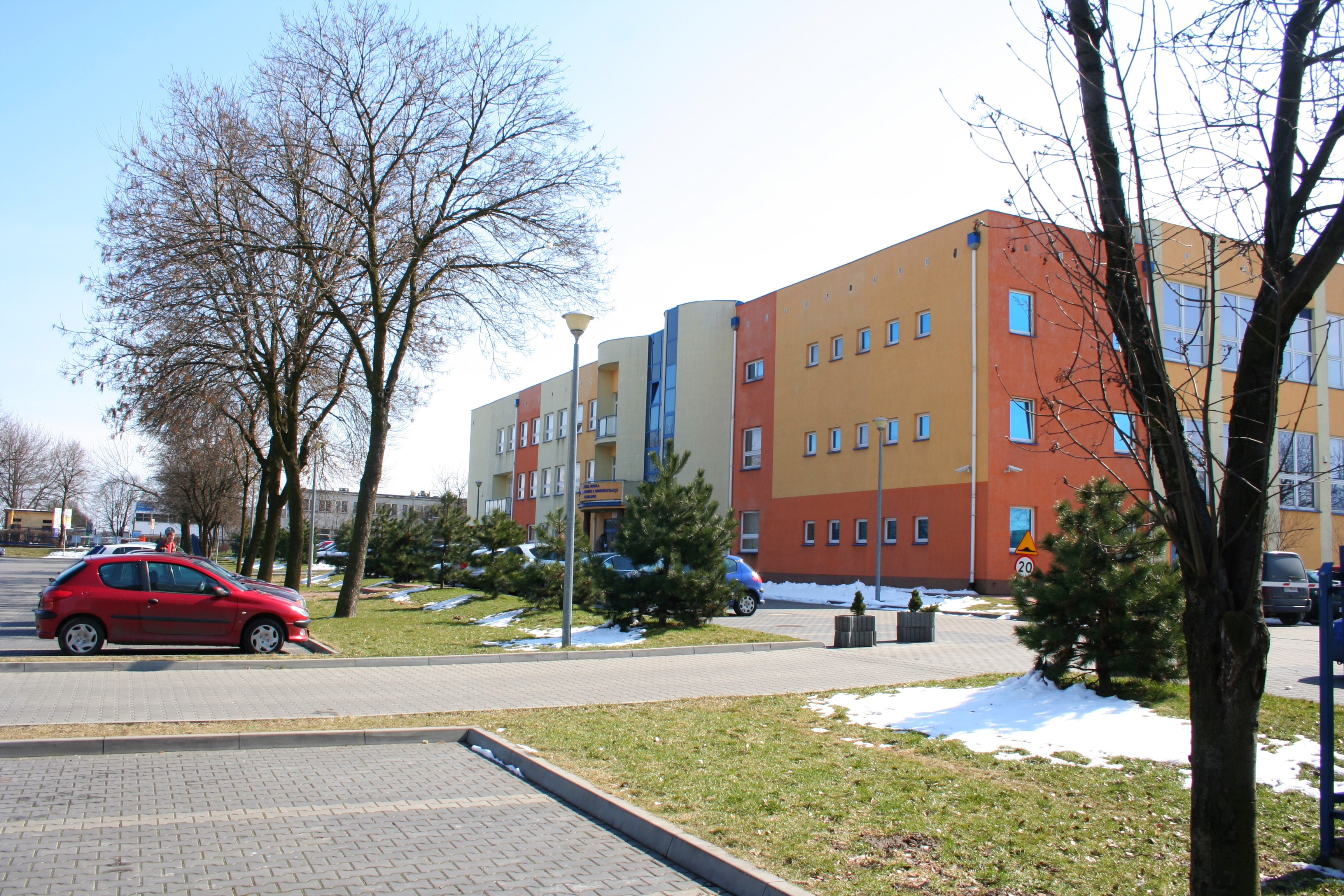
Budynek WSPA od strony parkingu

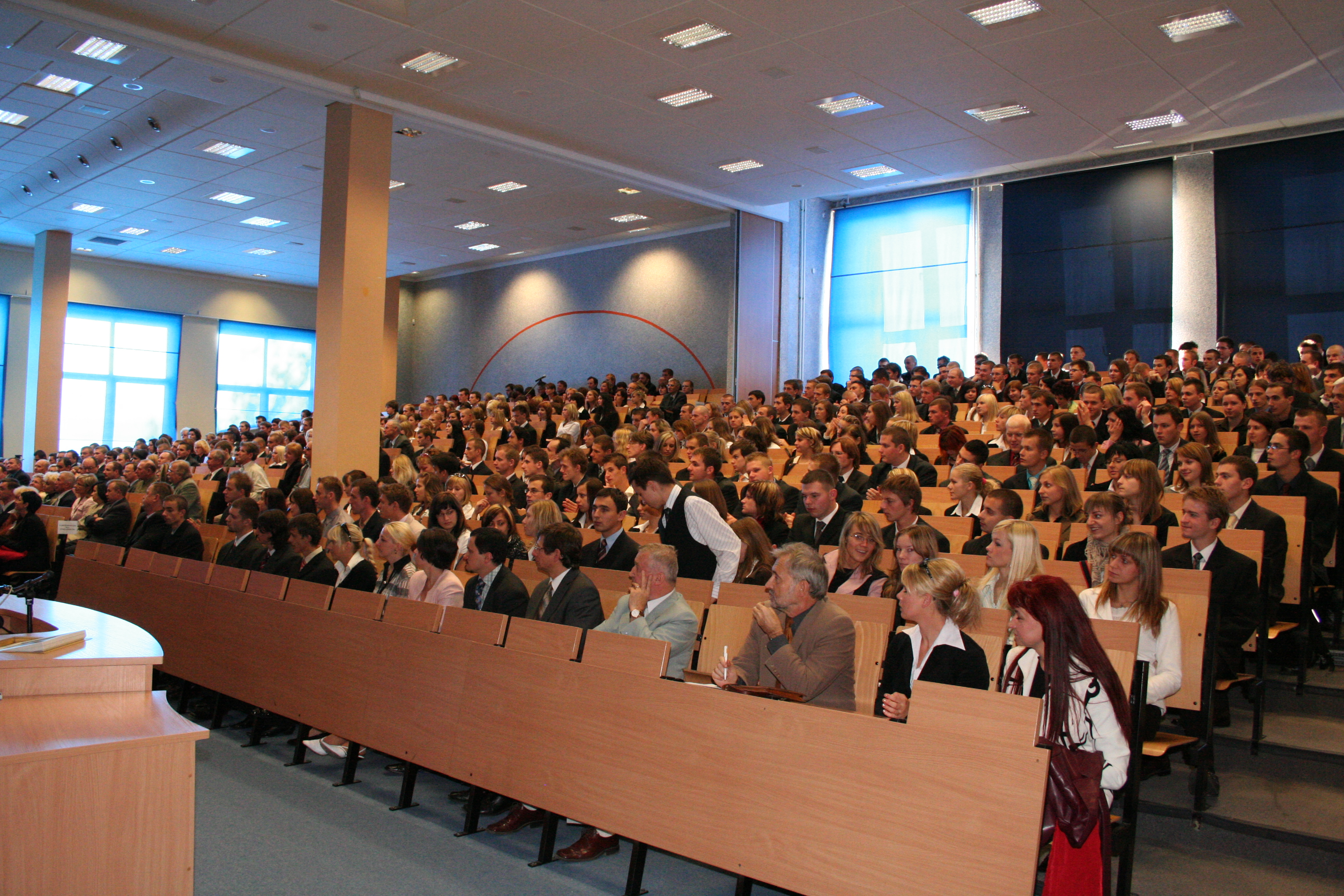
Aula WSPA

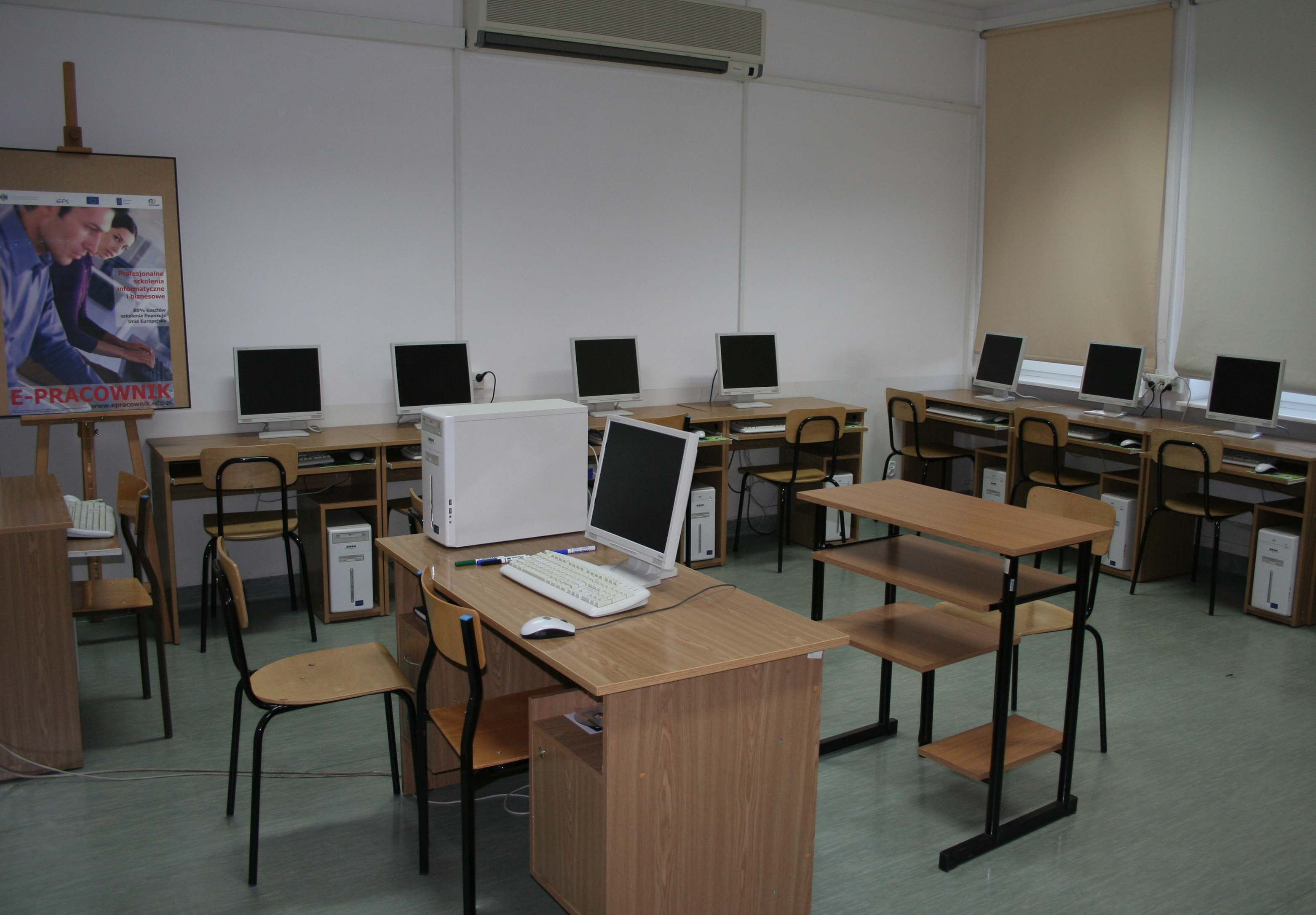
Jedno z 8 laboratoriów komputerowych

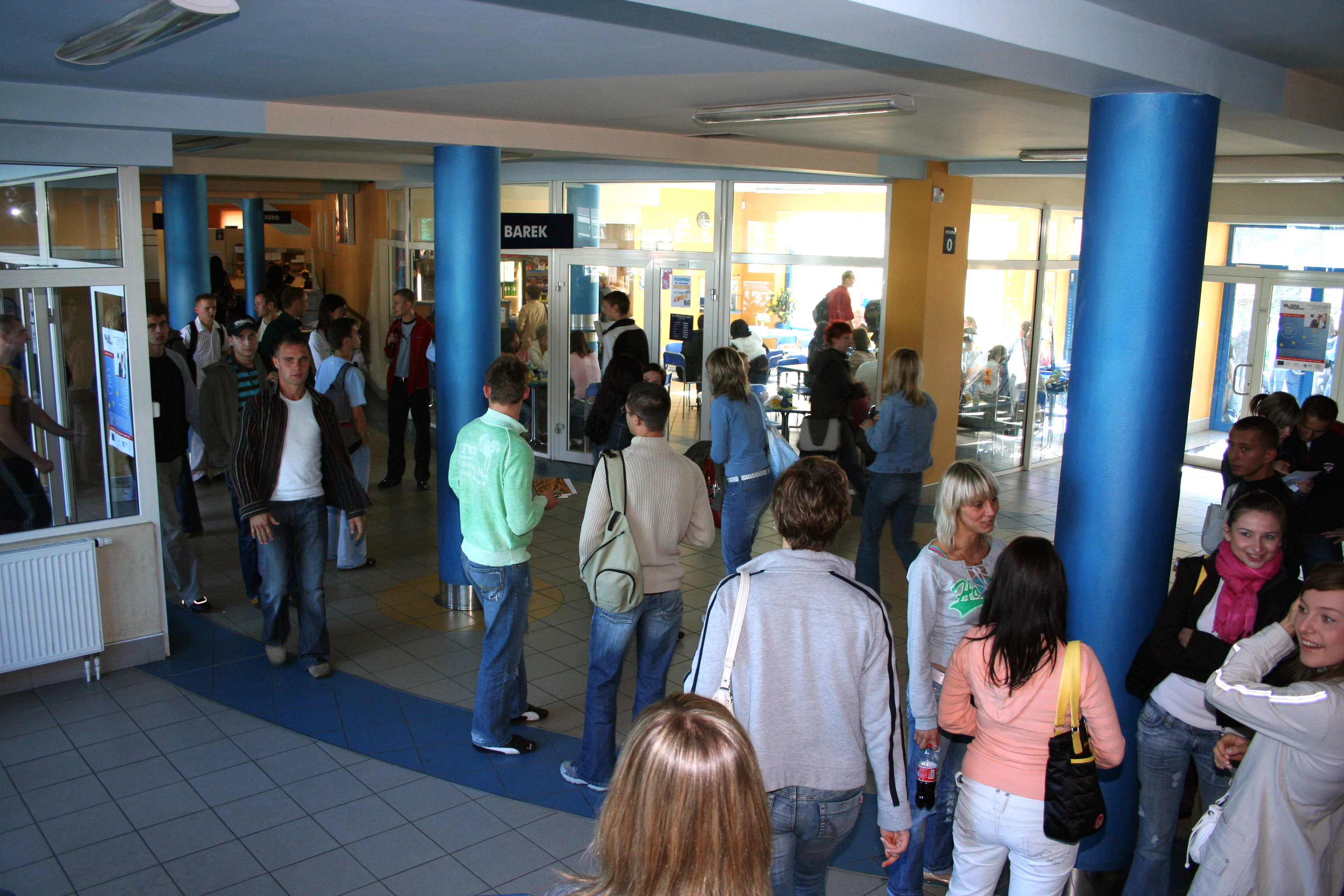
Hol główny WSPA

Wyższa Szkoła Przedsiębiorczości i Administracji w Lublinie (oficjalny skrót WSPA) – niepubliczna uczelnia w Lublinie, która została powołana 18 sierpnia 1998 roku decyzją Ministra Edukacji Narodowej. Jest wpisana do ewidencji uczelni niepublicznych prowadzonego aktualnie przez Ministra Edukacji i Nauki pod numerem 144.
Aktualnie Wyższa Szkoła Przedsiębiorczości i Administracji w Lublinie kształci na studiach I i II stopnia ponad 3600 studentów oraz 560 słuchaczy na studiach podyplomowych.
22 371 studentów zdobyło dyplom Wyższej Szkoły Przedsiębiorczości i Administracji (9 368 studiów I i II stopnia i 13 003 studiów podyplomowych).

## Władze
Kadencja 2024–2028:
- Rektor – dr Maria Mazur, prof. WSPA
- Prorektor ds. ogólnych – dr Małgorzata Michalska-Nakonieczna, prof. WSPA
- Kanclerz – mgr Jacek Lis

## Kierunki kształcenia
Źródło: 
- Studia licencjackie
  - Administracja
  - Finanse i rachunkowość
  - Media i dziennikarstwo
  - Pielęgniarstwo
  - Praca socjalna
  - Socjologia
  - Stosunki międzynarodowe
  - Zarządzanie

- Studia inżynierskie
  - Architektura
  - Gospodarka przestrzenna
  - Informatyka
  - Projektowanie wnętrz
  - Transport

- Studia magisterskie
  - Administracja
  - Architektura
  - Informatyka
  - Pielęgniarstwo
  - Socjologia
  - Zarządzanie

Studia magisterskie jednolite
- Pedagogika przedszkolna i wczesnoszkolna

Uczelnia daje możliwość podjęcia również studiów podyplomowych z zakresu zarządzania, ekonomii czy administracji, kursów i szkoleń, a także uczestnictwa w kursach Lokalnej Akademii CISCO.
Zajęcia dodatkowe

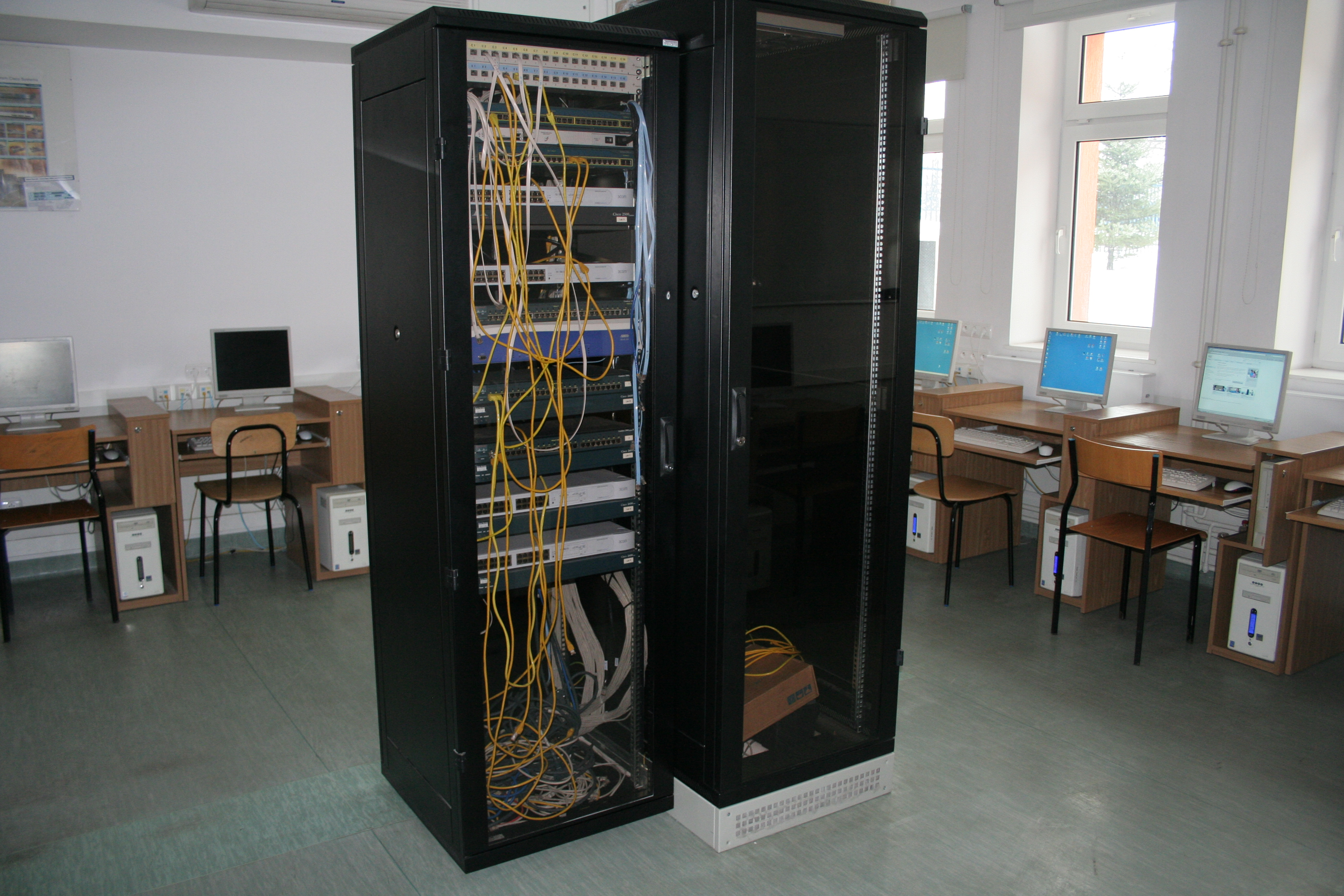
Pracownia CISCO

- Egzaminy w zakresie Business English w London Chamber of Commerce and Industry, a także odpowiednio, dla innych języków: egzaminy z niemieckiego, rosyjskiego i francuskiego. Dodatkowe zajęcia językowe,
- WSPA jest akredytowanym regionalnym centrum egzaminacyjnym ETS – przeprowadza egzamin TOEIC ® (Test of English for International Communication). TOEIC – to międzynarodowy certyfikat znajomości języka angielskiego w środowisku pracy,
- Egzaminy pozwalające uzyskać certyfikat audytora wewnętrznego (BVQI),
- Egzaminy European Computer Driving Licence, czyli Europejski Certyfikat Umiejętności Komputerowych – wspólnie z Polskim Towarzystwem Informatycznym (ECDL),
- Zajęcia w Lokalnej Akademii CISCO umożliwiające uzyskanie certyfikatu zawodowego Cisco Certified Network Associate (CCNA) oraz CISCO Certified Network Professional (CCNP).

## Partnerstwo
Partnerskie uczelnie krajowe
- Akademia Humanistyczno-Ekonomiczna w Łodzi,
- Krakowska Akademia im. Andrzeja Frycza Modrzewskiego,
- Politechnika Lubelska,
- Polski Uniwersytet Wirtualny,
- Uniwersytet Marii Curie-Skłodowskiej w Lublinie,
- Wyższa Szkoła Administracji i Biznesu im. Eugeniusza Kwiatkowskiego w Gdyni,
- Wyższa Szkoła Biznesu w Gorzowie Wielkopolskim,
- Wyższa Szkoła Handlowa w Krakowie,
- Wyższa Szkoła Humanitas w Sosnowcu,
- Wyższa Szkoła Logistyki.

### Partnerskie uczelnie zagraniczne
- Bergische Universität Wuppertal (Niemcy),
- Buznesa Augstskola Turiba (Litwa),
- Copenhagen University College of Engeneering (Dania),
- Diakonhjemmet University College (Norwegia),
- Hochschule Ostwestfalen-Lippe (Niemcy),
- Technische Hochschule Deggendorf (Niemcy),
- Universität Liechtenstein (Liechtenstein),
- Hochschule Magdeburg-Stendal (Niemcy),
- International School for Social and Business Studies (Słowenia),
- Kazakh Economic University (Kazachstan),
- Oslo University College (Norwegia)
- Reykjavík University (Islandia),
- Tatung University (Tajwan),
- Artevelde University College Ghent (Belgia),
- University College London (Wielka Brytania),
- University de Alicante (Hiszpania),
- University of Primorska, Faculty of Management (Słowenia),
- University of Stavanger (Norwegia),
- Université Pierre Mendès France (Francja)
- Uniwersytet Techniczny w Koszycach (Słowacja),
- Urbana University (Ohio, USA).
- Lwowski Regionalny Instytut Administracji Publicznej Narodowej Akademii Administracji Publicznej przy Prezydencie Ukrainy (Ukraina),
- Innowacyjny Euroazjatycki Uniwersytet Pawłodar,
- Republika Kazachstanu (Kazachstan),
- Buczackyj Instytut Menedżmentu i Audytu (Ukraina),
- Kherson National Technical University (Ukraina).

i inni.

## Europejskie standardy edukacyjne
WSPA w Lublinie – na wzór wielu uczelni zagranicznych wprowadza europejskie standardy nauczania. Zakładają one samodzielne układanie – w określonym zakresie – programu studiów przez studenta. Dopasowanie programu studiów do zainteresowań, potrzeb i możliwości studiującego gwarantuje szereg korzyści:
- Maksymalne wykorzystanie czasu studiów na zgłębianie treści szczególnie interesujących studenta – maksymalizacja zadowolenia ze studiów.

- Uzupełnienie obowiązkowych treści kierunkowych o zagadnienia nie ujęte w klasycznym programie studiów danego kierunku – poszerzenie kompetencji uzyskanych po ukończeniu studiów.

- Uzyskanie niezbędnych kompetencji społecznych poprzez realizację modułów pogłębiających świadomość studenta – większa skuteczność w przyszłym środowisku pracy.

- Możliwość realizacji więcej niż jednej specjalności na danym kierunku w ramach wykorzystania modułów „swobodnego wyboru” – uzyskanie dodatkowych kompetencji potrzebnych na rynku pracy.

- Możliwość realizacji części studiów w zagranicznej uczelni partnerskiej bez konieczności uzupełniania różnic programowych po powrocie – pewność, że przedmioty zaliczone za granicą zwolnią studenta z nadrobienia różnic programowych w kraju.

- Elastyczność i indywidualizacja studiowania polegająca na doborze treści i częściowo tempa studiowania do własnych potrzeb i możliwości – minimalizacja sytuacji natłoku zajęć i trudności z zaliczeniem treści.

- Nacisk na języki obce – zdobycie kompetencji językowych zapewniających sprawne posługiwanie się językiem obcym oraz możliwość poszerzenia programu studiów o zajęcia z dodatkowego języka obcego.

- Kształtowanie postaw przedsiębiorczych – przydatna wiedza praktyczna o tym, jak założyć i rozwinąć własną działalność gospodarczą.

Innowacyjność proponowanego sposobu studiowania dotyczy nie tylko organizacji toku studiowania, ale także metod i form prowadzenia zajęć. WSPA – w przeciwieństwie do wielu tradycyjnych uczelni wyższych – odchodzi od podawczego sposobu przekazywania wiedzy, z której trudno skorzystać w praktyce, na rzecz nauczania problemowego (student samodzielnie rozszerza swoje kompetencje rozwiązując określone problemy postawione przez nauczyciela i realizując projekty w trakcie zajęć).

## Warunki studiowania
Zajęcia dydaktyczne prowadzone są we własnym budynku dydaktycznym o powierzchni ponad 4,450 m² (zobacz na mapie; dojazd autobusami MPK, linie: 17, 18, 31). Jednorazowo może uczestniczyć w zajęciach około 1.300 studentów.
W kompleksie dydaktycznym mieszczą się:
- 2 aule, które można połączyć w jedną dla 500 osób,
- 2 sale wykładowe dla 78 osób, 2 sale wykładowe dla 40-44 osób,
- sala wykładowa dla 50 osób, 11 sal do lektoratów i spotkań seminaryjnych,
- laboratorium językowe,
- 15 sal do ćwiczeń i konwersatoriów,
- laboratorium transportowe,
- laboratorium fizyki,
- modelarnia i sala rysunkowa,
- 7 nowoczesnych laboratoriów komputerowych, w tym jedno laboratorium będące jednocześnie salą projektową,
- 2 laboratoria CISCO.

Pomieszczenia dydaktyczne są standardowo wyposażone w rzutniki i sprzęt audiowizualny. Studenci mają także do dyspozycji odpowiednie zaplecze socjalne: barek, szatnię i parkingi dla 210 samochodów. Uczelnia jest w pełni dostosowana dla potrzeb studentów niepełnosprawnych.
Do dyspozycji studentów jest 156 stanowisk komputerowych zlokalizowanych w laboratoriach oraz 12 stanowisk usytuowanych w bibliotece i na korytarzach Uczelni. Na większości obszaru WSPA studenci mogą również korzystać z sieci bezprzewodowej.
Wyższa Szkoła Przedsiębiorczości i Administracji uczestniczy w programie Microsoft Developer Network Academic Alliance (MSDN AA).
WSPA posiada bibliotekę wraz z czytelnią. Obecnie księgozbiór składa się niemal z 25 000 pozycji literatury. Prenumerata obejmuje ponad 100 tytułów czasopism polskich oraz obcojęzycznych. Uczelnia posiada także własne wydawnictwo.

## Organizacje studenckie

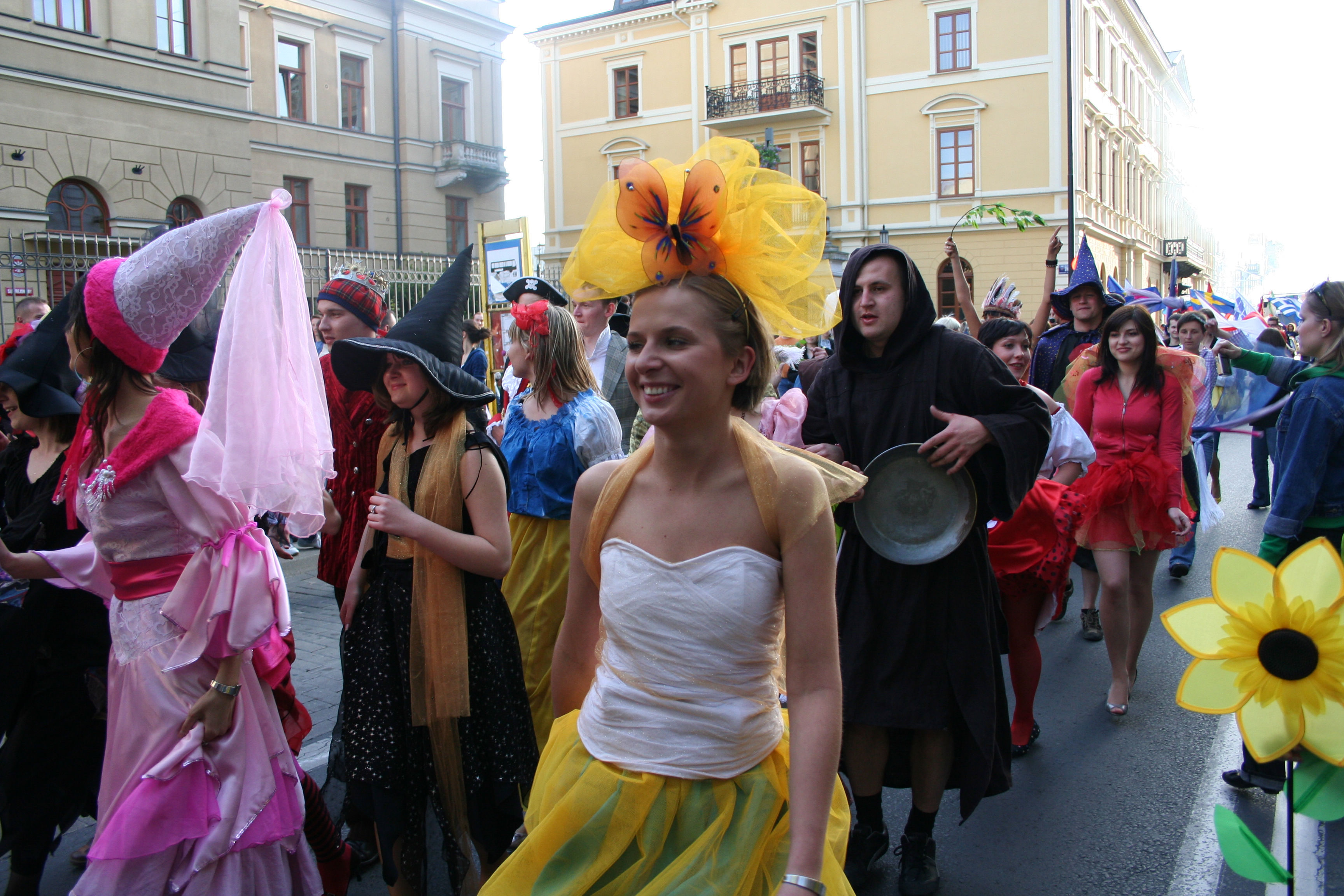
Studenci WSPA podczas Korowodu rozpoczynającego Dni Kultury Studenckiej 2008

Działające na Wyspie organizacje, koła i kluby studenckie:
- Samorząd Studentów WSPA
- Koło Naukowe WySPA.TV
- Koło Naukowe Studentów Informatyki DevNull
- Koło Naukowe WYSPA MEDIA LAB
- Koło Teatralne WSPA
- Koło Naukowe Wyspa Socjologów
- Koło naukowe stosunków międzynarodowych